# Alice Schlesinger
Pour les articles homonymes, voir Schlesinger.
Alice Schlesinger, née le 26 mai 1988 à Herzliya, est une judokate israélienne évoluant en moins de 63 kg (poids mi-moyens). Elle prend la nationalité britannique en 2014.

## Palmarès

### Palmarès international
| Année | Compétition           | Lieu         | Résultat | Catégorie      |
| ----- | --------------------- | ------------ | -------- | -------------- |
| 2008  | Championnats d'Europe | Rotterdam    | 3e       | Moins de 63 kg |
| 2009  | Championnats d'Europe | Tbilissi     | 3e       | Moins de 63 kg |
| 2009  | Championnats du monde | Rotterdam    | 3e       | Moins de 63 kg |
| 2012  | Championnats d'Europe | Tcheliabinsk | 3e       | Moins de 66 kg |
| 2017  | Championnats d'Europe | Varsovie     | 3e       | Moins de 66 kg |
| 2019  | Jeux européens        | Minsk        | 2e       | Moins de 63 kg |

### Championnats d'Israël
- 4 médailles d'or dans la catégorie des moins de 63 kg.